# Nyandirika (vattendrag i Mwaro)
Nyandirika är ett vattendrag i Burundi.   Det ligger i provinsen Mwaro, i den centrala delen av landet, 40 km öster om huvudstaden Bujumbura.
Omgivningarna runt Nyandirika är en mosaik av jordbruksmark och naturlig växtlighet. Runt Nyandirika är det tätbefolkat, med 356 invånare per kvadratkilometer.